# Cuong De
Cuong De (Hán Nôm: 彊柢, Cường Để; * 11. Januar 1882; † 5. April  1951 in Tokio) war als Prinz des Kaiserhauses der Nguyen für die Unabhängigkeit seines Landes aktiv. Er verbrachte 46 Jahre im Exil, meist in Japan. Die Franzosen sahen in ihm als Thronprätendenten einen gefährlichen politischen Gegner.

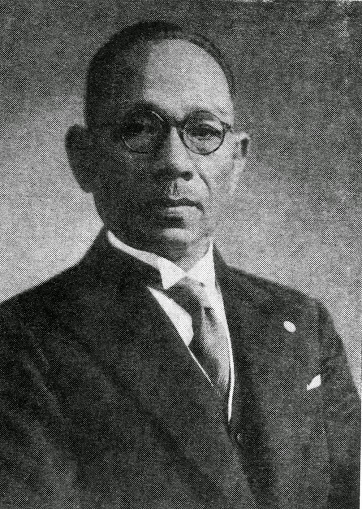
Cuong De

## Lebensweg

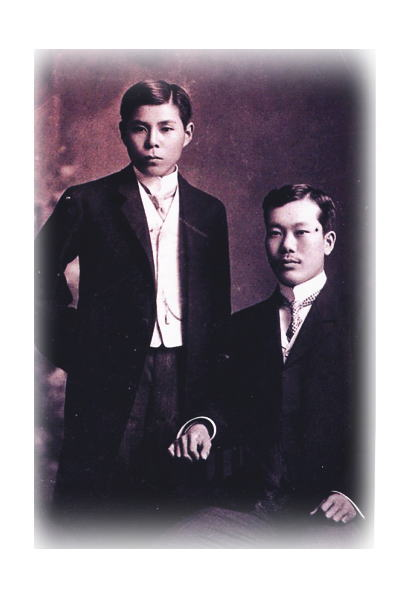
Phan Boi Chau (re.) mit Cuong De (li.) in Japan, um 1907

Cuong De, dessen Vater Anh Nuh († 1896) hieß, war ein direkter Nachfahr von Kronprinz Canh († 1801, 22-jährig). Sein offizieller Titel war Kỳ Ngoại Hầu (etwa: „Äußerer Marquis;“ 畿外侯彊柢) was zeigt, dass er zur Seitenlinie der Nguyễn-Dynastie gerechnet wurde. Er wuchs in Huế auf, wo er die französische Kontrolle der Verwaltung zu spüren bekam. Der älteste von drei Söhnen ging in der standesgemäßen Quôc Ḥc von Hue zur Schule. Zur Bildung der vietnamesischen Oberklasse gehörte das Erlernen der chinesischen Hochsprache. Bereits als er 13 Jahre alt war, veranlasste sein Vater, dass er nach der französischen Eroberung von King Hàm Nghi, mit den Freiheitskämpfern um Phan Đình Phùng in Kontakt kam. Bis 1904 lebte er meist in An Điền.

### Japan 1905 bis 1909
Nachdem ihn der Revolutionär Phan Bội Châu (1868–1940) für seine Sache gewinnen konnte, begab sich der Prinz heimlich nach Japan. Seine schwangere Frau Lê tị Lang ließ er bei der heimlichen Abreise Ende 1905 und zwei kleine Söhne (geboren 1902 und 1904) zurück. Zunächst besuchte er ohne Abschluss die Shimbu-Militärakademie im Stadtteil Kanda. Dann die Waseda-Universität. Über die Jahre lernte er perfekt und akzentfrei Japanisch zu sprechen, auch heiratete er eine Japanerin.
Unterstützt und als Galionsfigur aufgebaut wurde er von der Organisation Phong Trào Đông Du (etwa: „Aufbruch nach Osten“-Bewegung), die, geleitet von Phan Boi Chau, im nach dem Sieg im Krieg gegen Russland 1905 erstarkten Japan, die Zukunft asiatischer Völker sah. Insgesamt schickte man 1905–1910 etwa 200 Vietnamesen als Studenten nach Japan. Unterstützung fand man bei den Chinesen Sun Yat-sen (1866–1925), Liang Qichao (1873–1929) sowie japanischen Politikern wie Inukai Tsuyoshi und Kashiwabara Buntarō (柏原文太郎).
Bereits zu dieser Zeit sahen die französischen Kolonialherren in ihm einen gefährlichen Prätendenten und versuchten über diplomatische Kanäle seine Agitation durch die Behörden verbieten zu lassen, während man in der Kolonie verschärft gegen Nationalisten vorging. Nach der Unterzeichnung des Französisch-Japanischen Vertrags, der Japan 1907 auch einen Großkredit ermöglichte, kam es zur Auflösung der Phong Trao Dong Du durch japanische Behörden. Die meisten politisch aktiven vietnamesischen Studenten wurden bis 1910 ausgewiesen.
Nach einer kurzen Reise nach Siam (Nov. 1908 bis März 1909) kehrte Cuong De im Mai 1909 nach Japan zurück, sollte aber auf französisches Betreiben sogleich ausgewiesen werden. Er konnte sich bis September vor der Polizei verstecken, wurde dann in Kobe kurz festgehalten und entkam durch ein Hotelfenster. Auf Anraten seines Freundes Buntaro gab er am 30. Oktober auf und wurde mit mehreren Gefährten per Zug nach Moji zur Abschiebung nach Shanghai an Bord der Ijo Maru gebracht.

### 1910 bis 1915
Der Prinz suchte die nächsten fünf Jahre andernorts Hilfe. Seit Ende 1909 war er zunächst in Peking als Gast von Duan Qirui, der ihm angeblich ½ Million $ bot, um eine vietnamesische Revolution zu starten. Dann weilte er in Kanton und Hongkong. Von dort gelangte er 1911 nach Bangkok, wo er auf französischen Druck hin bald wieder ausgewiesen wurde. 1912 ließ er Banknoten der Quang Phục mit seinem Konterfei drucken, die kurzzeitig im Landesinneren zirkulierten. Es folgten weitere Reisen nach Singapur und Europa mit Versuchen, Unterstützung zu erhalten, wo er sich von September 1913 bis April 1914 hauptsächlich in Berlin und London aufhielt.
Kurzzeitig reiste er 1913 heimlich nach Nam Ky (Cochinchina), dort verurteilte man ihn 1913 in absentia zum Tode. Die von der jungen chinesischen Republik geförderte, wenig erfolgreiche Organisation Quang Phục Hội, veranlasste die Franzosen zu verschärften Gegenmaßnahmen.

### Japan nach 1915
Nachdem er in sein altes Exil zurückgekehrt war, fand er Hilfe bei den Anhängern pan-asiatischer Ideen, darunter General Matsui Iwane und Toyama Mitsuru. Nach außen hin trat er als chinesischer Kaufmann auf, tatsächlich fand er sich unter strikter Kontrolle des Militärs für die Dauer des Ersten Weltkriegs. Sein alter Freund Inukai gab ihm monatlich ¥ 100-150 zum Lebensunterhalt. Die Verhaftung Phan Boi Chaus in Shanghai 1925 und dessen folgende Inhaftierung in Hue war für den verarmten Prinzen ein deprimierender Verlust. Ebenso verheerend war das Ende der Verbindung zu seinem Mentor Inukai, der als Premierminister 1932 ermordet wurde. Die erstarkende Bewegung Thanh Niên Cách Mạng („Vereinigung junger Revolutionäre“) um Ho Chi Minh und Genossen warb immer mehr seiner Anhängerschaft ab. Er hatte seit 1924 Verbindungen zur VNQDD, die nach dem Yen-Bai-Aufstand 1930 zerschlagen wurde. Das chinesische Pseudonym Lin Chouen-te verwendete er um 1925. Etwa zu dieser Zeit lernte er Ando Chieko kennen, seine spätere japanische Frau, deren Familiennamen er letztendlich annahm.

### 1930er
Nachdem Japan 1931 begonnen hatte, mit der Befreiung asiatischer Völker vom europäischen Kolonialjoch Ernst zu machen, sah sich Cuong De potentiell in derselben Stellung wie Puyi und hoffte mit japanischer Hilfe als „Kaiser von Annam“ eingesetzt zu werden. Er führte nominell die Phục Quốc („Restaurations-Partei“), die seit 1938 auch über einen bewaffneten Arm verfügte. Seine erste Chance auf Heimkehr verstrich ungenutzt, als Japan in der sogenannten „Lạng Sơn“-Episode, während der 1940 einige Teile Nordvietnams besetzt wurden, um Waffenhilfe für die chinesische KMT zu unterbinden, ihn nicht in sein Heimatland brachte. Trần Trung Lập, der militärische Führer der Phuc Quoc, wurde bei Kämpfen in Tonking gefangen genommen und von den Franzosen hingerichtet, nachdem sich die kaiserlich-japanische Armee zurückzog. Briefe zeichnete Cuong De häufig als Minamy. Ende der 1930er gelangte er unter Tarnnamen mehrfach nach Hongkong um Kontakte zu pflegen. Dabei wurde er im Februar 1939 von dem in Hongkong agierenden Oberst Wachi Takaji – Leiter der geheimdienstlichen Ran Kikan gefördert.

### Japanische Verwaltung Indochinas
Die Japaner schickten Cuong De 1939 bis Mai 1940 nach Taiwan, wo er mit einem Team eine tägliche vierstündige Radiosendung produzierte. Im besetzten Indochina waren den Japanern zunächst stabile Verhältnisse wichtig, um kriegswichtige Materialien zu erhalten. Man beließ die Vichy-treue Kolonialverwaltung bis zum 9./10. März 1945 als ausführendes Organ im Amt. Trotzdem blieb der Prinz vom Konzept der Großostasiatischen Wohlstandssphäre überzeugt. Vor Ort operierten die nationalistischen Widerständler der Cao Đài und Hòa Hảo mit den Japanern. Besonders erstere waren an der Restauration mit Cuong De an der Spitze interessiert. Ab Mitte 1944, die legitime französische Vichy-Regierung war seit der Landung in der Normandie dem Untergang geweiht, arbeitete man an der Errichtung einer fünfköpfigen provisorischen Regierung zur Schaffung eines unabhängigen Vietnams. Mit dem Prinzen an der Spitze gehörten dieser „Regierung“ Ngô Đình Diệm, Nguyễn Xuân Chữ, Lê Toàn und Vũ Đình Duy an. Von Seiten der 38. Armee planten General Matsui, Kempeitai-Oberstleutnant Hayashi Hidezumi und der für den Geheimdienst tätige, als Chef der Handelsfirma Dainan Kõshi agierende Matsushita Mitsuhiro die Machtübergabe.
Unmittelbar nach dem 9. März waren für das japanische Oberkommando jedoch stabile politische Zustände wichtiger, so dass man sich in Tokio überraschenderweise dafür entschied, den Kaiser Bảo Đại beizubehalten, ihn zu drängen die Unabhängigkeit auszurufen und unmittelbar danach eine eigene Regierung unter Trần Trọng Kim zu bilden. Diese blieb machtlos, tatsächlich waren die Japaner mit dem neuen Generalgouverneur Tsuchihashi Yuichi neue Kolonialherren. Cuong De blieb in seinem Bemühen zurückzukehren erfolglos.

### Lebensabend
Er hielt im August 1949 eine Pressekonferenz, während der er sagte, er werde mit Bao Dai brechen, sollte dieser das Abkommen mit den Franzosen, das diesen wieder weitgehende Rechte einräumte, unterzeichnen. Seine hauptsächlich in Nanjing basierten Anhänger organisierten sich bald darauf neu. Da er zu dieser Zeit als japanischer Untertan mit dem Namen Andō Masao registriert war, konnte er keinen Reisepass zur Rückkehr nach Vietnam erhalten. Sowohl Thailand, wo er 1950 versuchte als verkleideter Chinese anzulanden, als auch die Briten erließen gegen ihn Einreiseverbote. In Hongkong wurde er bei seiner Ankunft am 8. Juli 1950 nicht an Land gelassen.
Er verstarb 1951 im Krankenhaus der Japanischen Medizinhochschule (日本医大病院) an Krebs, drei Jahre vor Ende des Indochinakrieges. Nachdem er zunächst in Tokio beigesetzt worden war, wurde die Urne mit seiner Asche 1954 in seine Heimat überführt.